# Ceratostema loranthiflorum
Ceratostema loranthiflorum är en ljungväxtart som beskrevs av George Bentham. Ceratostema loranthiflorum ingår i släktet Ceratostema och familjen ljungväxter. Inga underarter finns listade i Catalogue of Life.